# Абедін Діно
Абедін Діно (алб. Abedin Dino; нар. 5 квітня 1843, Превеза — пом. 9 травня 1908, Стамбул) — османський і албанський політик чамського походження (албанці з Епіру). Один із засновників Прізренської ліги, активіст Албанського національного відродження, поет.